# Сфера Экологии
«Сфера Экологии» — российская компания, работающая в отрасли сбора и переработки отходов, деятельность направлена на обращение с отходами с целью обеспечения их вторичного использования. Специализируется на оптимизации и внедрении систем раздельного накопления отходов на коммерческих предприятиях. Офис расположен в Москве.

## История
Развитие компании началось в 2009—2010 годах, когда в России в лучшую сторону поменялась ситуация со сбором и переработкой отходов. Тему начали активно развивать в СМИ, собственно в эти годы и начал формироваться рынок мусоропереработки для коммерческих предприятий. Основатели компании и ранее работали в этой отрасли, но в 2010-м они поменяли форму своей деятельности и, по словам идейного вдохновителя проекта А. В. Кузнецова, «перестали работать с отходами и начали работать с людьми». «Сфера Экологии» стала активно участвовать в различных мероприятиях, организованных общественными движениями (напр. «Чистые Игры»), что позволило узнать о ней сотрудникам ряда компаний, ставших впоследствии партнёрами. Некой движущей силой, значительно поспособствовавшей развитию бизнеса «Сферы Экологии», было сотрудничество с посольством Великобритании и компанией Hines.

## Основная деятельность
Основная деятельность «Сферы Экологии» — сбор и переработка отходов. Компания работает с пригодными к вторичному использованию отходами (так называемые «полезные отходы») — пластик, стекло, бумага, картон, металл, упаковки тетрапак, алюминиевые капсулы от кофе и прочее, а также с опасными отходами — батарейками, энергосберегающими и люминесцентными лампами, сломанными бытовыми приборами и другим электроломом. Часть отходов компания вывозит и передает проверенным партнёрам-переработчикам, часть перерабатывает или утилизирует сама. Среди прочей деятельности «Сферы Экологии» была организация сети фандоматов по приёму пластика в торговых сетях «Пятёрочка» и «Перекрёсток» (совместный проект с «Coca-Cola»). К нестандартным услугам компании можно отнести возможность получить денежную компенсацию за сданные клиентами отходы, фактически за каждый килограмм.
Максимальное число клиентов «Сферы Экологии» доходило до 300 организаций — бизнес-центры, посольства, отдельные офисы и прочее. Среди них есть совсем небольшие помещения на 20—30 сотрудников, а есть здания до 350 000 м2. Более 80 % клиентов «Сферы Экологии» иностранные фирмы (напр., Samsung, Nestle, Орифлейм, BP, Swatch и др.), а остальные крупные российские компании (напр., Лукойл и др.). Интерес заказчиков к услугам «Сферы Экологии» обусловлен рядом причин, по мнению сооснователя компании А. В. Кузнецова (высказано в интервью журналистам ИД «Коммерсантъ» в 2019 году), забота об окружающей среде — это важный инструмент для создания образа любой компании, практикующей цивилизованное отношение к отходам, также такая политика служит улучшением её корпоративной культуры. В 2020 году из-за распространения пандемии COVID-19 «Сфера Экологии» закрыла пункты приёма раздельных отходов на территории «Центра дизайна Artplay» и «Мега Химки». Компания свернула большинство и других рабочих процессов, так как объёмы оказания услуг в пандемию упали на 90 %.

## Социальная ответственность
Реализация социальной ответственности «Сферой Экологии» выражена в льготных условиях обслуживания для благотворительных организаций и приёме отходов у физических лиц через собственные пункты сбора (напр., в «Центре дизайна Artplay» и «Мега Химки»). Компания сотрудничает с фондом «Второе дыхание» — она передаёт им сданную людьми пригодную одежду, обувь или аксессуары. Важным достижением «Сферы Экологии» является партнёрство с российским отделением Всемирного фонда природы (WWF). На сайте фонда компания значится как бизнес-партнёр. В 2020 году под влиянием ограничений, связанных с пандемией COVID-19, «Сфера Экологии» запустила проект «Экотакси», смысл которого заключался в вывозе ненужной одежды, полезных и опасных отходов бесконтактным способом. Таким образом жители Москвы и Московской области могли поддержать раздельный сбор отходов, пользуясь этим сервисом.

## Пресса
- Глазко Л. Зеленая команда: Как «Сфера экологии» зарабатывает на мусоре : ст. // Recycle : сетевое издание. — свид. ЭЛ № ФС 77–73260 от 13.07.2018, выдано Роскомнадзором. — М. : Созд. в агентстве «План», 21.05.2014.
- Минакова А., Щуренков А. Мы из инициативы начали формировать услугу. Мы начали строить бизнес : ст. // Коммерсантъ (Стиль) : сетевое изд. / Гл. ред. В. Б. Желонкин. — ИД Коммерсантъ, свид. Эл № ФС 77-76922 от 11.10.2019, выдано Роскомнадзором. — М., 24.10.2019. — (нач. работы эл. версии с 1995).
- Мусор тоже опасен при эпидемии. Как от него правильно избавиться? : ст. / Ред. Р. Чернянский, подг. матер. В. Райт, И. Карабач и У. Бондаренко // The Village : интернет-сайт / Гл. ред. Т. Симакова. — Redefine. — М., 10.04.2020.
- Парамонова Н. Мусорный бизнес: кому нужны наши отходы? : ст. // «Экология и право» : жур. / Гл. ред. Н. Рыбаков. — ЭПЦ Беллона. — СПб., 10.2014. — № 3 (56). — С. 16—17. — 55 с. — 1000 экз.
- «Сфера экологии» запустила экотакси. У жителей заберут одежду, полезные и опасные отходы. Услуга обойдется в тысячу рублей : ст. / Ред. У. Бондаренко // The Village : интернет-сайт / Гл. ред. Т. Симакова. — Redefine. — М., 24.05.2020.